# KV7
A KV7 no Vale dos Reis em Egito é a tumba do faraó Ramessés II ("Ramessés, o grande") da décima nona dinastia. Ela está localizada no vale principal, oposta à tumba de seus filhos, KV5, e próxima a tumba do seu filho sucessor, Merneptá, KV8. A localização da tumba fez com que ela fosse muito danificada pelas sucessivas alagações que invadiram o vale periodicamente.

## Decoração e arquitetura
A KV7 segue o estilo dobrado em "L's" das tumbas anteriores da décima nona dinastia.  Também, a tumba tem a área central mais baixa e um teto em abóboda. Muitas de suas pinturas e decorações foram muito danificadas por várias inundações que invadiram a parte onde se encontra a KV7, mas acredita-se que a tumba deveria estar decorada com o padrão Livro das Portas, Amduat e Litania de Rá.
A múmia foi recolocada no sarcófago em DB320 para que a tumba fosse reusada no Terceiro Período Intermediário, no período Romano para enterros e pelos primeiros turistas.